# Simulium yonagoense
Simulium yonagoense es una especie de insecto del género Simulium, familia Simuliidae, orden Diptera.

## Distribución
Se distribuye por Japón.

## Taxonomía
Fue descrita científicamente por Okamoto, 1958.